# Городня (Ступинский район)
Городня — село в Ступинском районе Московской области в составе Аксиньинского сельского поселения (до 2006 года входило в Мещеринский сельский округ). Название села выводят из названия протекающей рядом реки Городенка (правый приток реки Северка). В Городне на 2015 год 1 улица — Воскресенская. Городня расположена в северо-восточной части района, высота центра села над уровнем моря — 166 м. Ближайшие населённые пункты: примерно в 1 км на северо-запад Бессоново, менее чем в километре на восток — деревня Зевалово.

## Население
| 2002 | 2006 | 2010 |
| ---- | ---- | ---- |
| 37   | ↘36  | ↘29  |

## История
В Городне в XVI веке находилась усадьба боярина Степана Ивановича Злобина, возглавлявшего посольство Василия III к крымскому хану. Со второй половины XVI в. селом владели представители рода Шереметевых, позднее - Одоевских.

## Достопримечательности

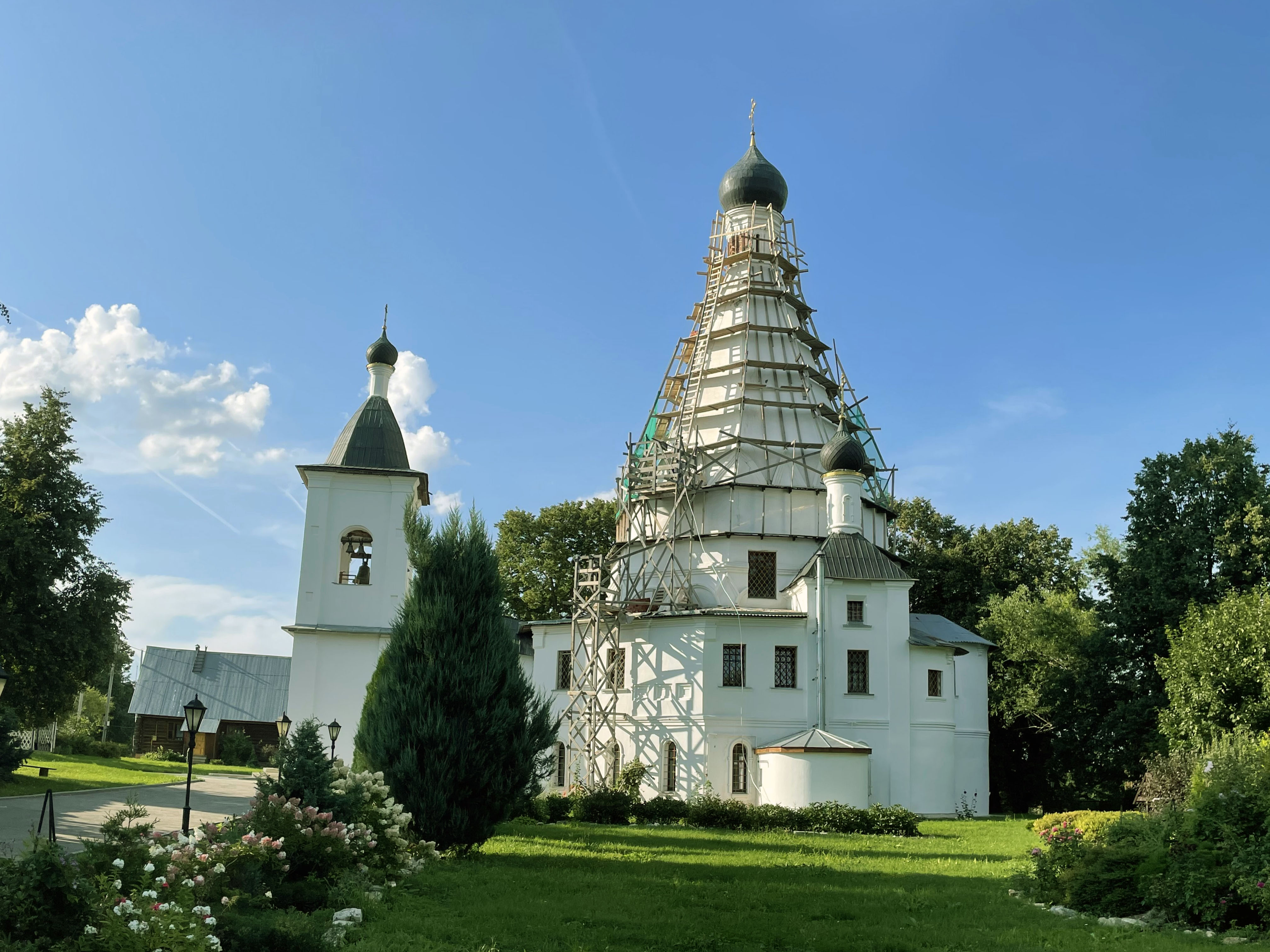
Вид церкви в 2021 году

Внешний вид церки в 2017 году

От усадьбы, некогда бывшей в Городне, к настоящему времени осталась только только Церковь Воскресения Христова. Эта церковь впервые упоминается в 1578 году, но существовала, еще когда селом владел боярин С. И. Злобин . Известно, что с момента постройки было проведено несколько реконструкций и перестроений церкви, в том числе, заметно менявших ее внешний вид. В частности в 1896 году к зданию церкви пристроена колокольня работы архитектора И. Д. Боголепова. Храм является памятником архитектуры федерального значения. Церковь в Городне является одной из немногих сохранившихся в Московской области шатровых церквей, выполненных из камня и относящихся к XVI в.
Церковь выстроена из кирпича, оштукатурена. Объем церкви состоит из собственно церкви и колокольни, соединенных крытым переходом. Первоначально храм представлял собой шатровый восмерик, однако уже в XVII в. был пристроен подклет, а столб храма был окружен гульбищем, пристроено крыльцо, над ним была размещена звонница. Последняя в XIX в. была реконструирована в колокольню. В 1930-е годы церковь была закрыта, однако в 1991 году церковь была возвращена Русской православной церкви.    Была проведена реконструкция, в ходе которой к храму была пристроена алтарная апсида, при этом была пробита сохранившаяся стена. Существует мнение, что такая реконструкция является вандальной . В настоящее время в церкви ведутся регулярные богослужения.